# Ysis Barreto
Ysis Lenis Barreto Rodríguez (ur. 27 maja 1980) – wenezuelska judoczka. Olimpijka z Pekinu 2008, gdzie zajęła siódme miejsce wadze półśredniej.
Siedemnasta na mistrzostwach świata w 2010; uczestniczka zawodów w 2005, 2007, 2009 i 2011. Startowała w Pucharze Świata w latach 2004, 2008 i 2010-2012. Brązowa medalistka igrzysk panamerykańskich w 2007, a także igrzysk Ameryki Południowej w 2010. Mistrzyni igrzysk boliwaryjskich w 2001 i 2005 i druga w 2009. Zdobyła cztery medale na igrzyskach Ameryki Środkowej i Karaibów i na mistrzostwach panamerykańskich.

## Letnie Igrzyska Olimpijskie 2008
| Konkurencja | Eliminacje          | Eliminacje             | Repasaże              | Repasaże              | Klas. końcowa |
| Konkurencja | Przeciwnik I        | Przeciwnik II          | Przeciwnik I          | Przeciwnik II         | Miejsce       |
| ----------- | ------------------- | ---------------------- | --------------------- | --------------------- | ------------- |
| 63 kg       | Cécile Hane (SEN) Z | Ayumi Tanimoto (JPN) P | Kong Ja-young (KOR) Z | Claudia Heill (AUT) P | 7.            |